# Kurukshetra
Kurukshetra (Hindi: कुरुक्षेत्र, Kurukṣetra; „das Feld der Kurus“) ist eine Stadt im indischen Bundesstaat Haryana. Sie gehört mittlerweile zum Municipal Council von Thanesar, das westlich an Kurukshetra angrenzt, und ist Sitz einer Universität.

## Lage
Kurukshetra liegt in der fruchtbaren Ebene Nordindiens westlich des Yamuna-Flusses etwa 165 km (Fahrtstrecke) nördlich von Delhi, ca. 36 km nördlich von Karnal und knapp 50 km südlich von Ambala in einer Höhe von ca. 240 m. Der National Highway 44, bekannt als Grand Trunk Road passiert die Stadt.

## Mythologie

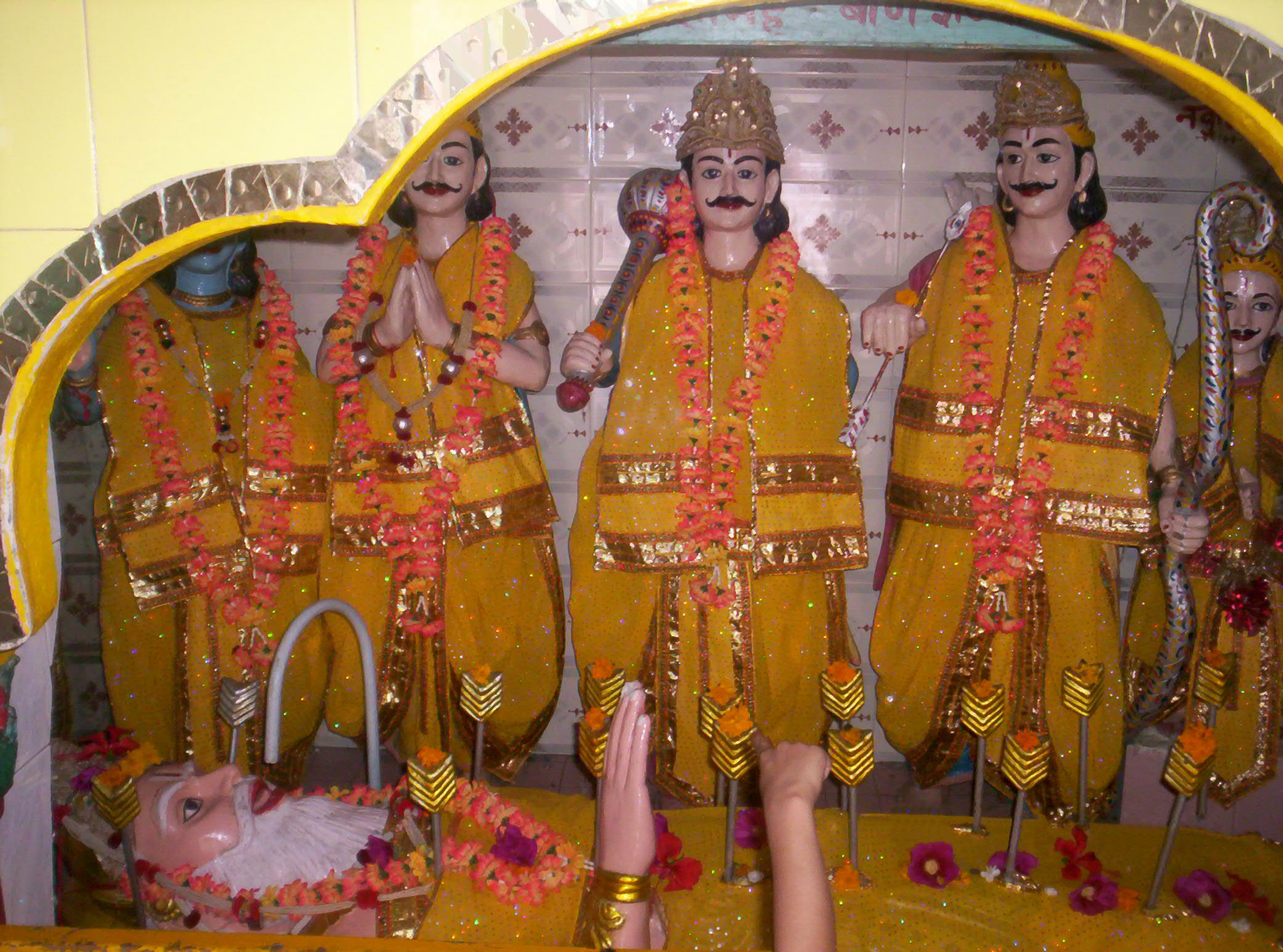
Tod Bhishmas auf dem Schlachtfeld, Kurukshetra, Haryana, Indien

Auf dem „Feld Kurus“ fand der Überlieferung des Mahabharata zufolge die große Schlacht zu Kurukshetra statt, die den Hintergrund für die Bhagavadgita bildete. 
In dieser 18 Tage dauernden Schlacht kämpften die Kauravas, Nachkommen der Kuru-Dynastie, gegen die Pandavas, die ebenfalls zu den Kurus gehörten. Die Pandavas waren zuvor von den Kauravas um ihr Königreich betrogen worden und verlangten nach einer 13-jährigen Verbannung ihren Anteil zurück. In der daraus resultierenden Schlacht kämpften die nahen Blutsverwandten aus drei Generationen gegeneinander sowie als Verbündete die größten Krieger ihrer Zeit.
In dieser schwierigen Situation – vor Beginn des Kampfes – erläutert der göttliche Krishna als Wagenlenker von Arjuna, dem großen Helden der Pandavas, warum er kämpfen muss. Diese philosophischen  Erläuterungen fassen das Wissen der verschiedenen geistigen und religiösen Strömungen der Vergangenheit zusammen. 
Dieser „Gesang des Erhabenen“, die Bhagavadgita, zählt auch heute noch zu den meistgelesenen heiligen Büchern Indiens. 
Es wird immer wieder behauptet, die Schlacht habe vor ca. 3000 v. Chr. stattgefunden. Die im Mahabharata erwähnten Sternenkonstellationen lassen eine derartige Deutung zwar zu, allerdings sprechen die beschriebenen Waffen und Streitwagen für eine deutlich spätere Zeit (1. Jahrtausend v. Chr.). 
Trotz aller Unsicherheiten sehen viele Hindus diese Schlacht als historische Begebenheit, aber auch als Allegorie. So wie etwa Aurobindo in seinem Essays on the Gita, interpretieren sie die kriegerischen Auseinandersetzungen in Kurukshetra auch als Sinnbild für das 'Schlachtfeld' des Yogas und die Auseinandersetzung zwischen den Kräften der göttlichen Ordnung und denen des Egos.

## Sehenswürdigkeiten
In einem Sri-Krishna-Museum sind Arbeiten von Hunderten von Künstlern aus ganz Indien ausgestellt, die Krishna in Holz, Stein, Bronze, Elfenbein und auf andern Materialien modern oder traditionell porträtiert haben. 
In einem Kurukshetra Panorama & Science Center wird die Schlacht aus dem Mahabharata in Modellen nachgebildet. 
In der Nähe von Kurukshetra in Jyotisar befindet sich ein Tempel mit einem Banyanbaum, welcher der Spross des Baumes sein soll, unter dem Krishna Arjuna die Bhagavadgita offenbarte.